# Státní poznávací značky na Ukrajině

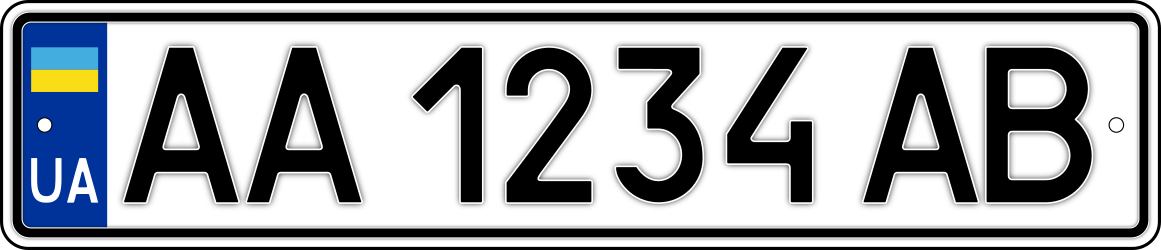
Značka Kyjeva z roku 2015

Státní poznávací značky na Ukrajině jsou provedeny černým písmem na bílém podkladě, autobusy mohou mít značky na žlutém podkladě. V levém okraji tabulky byl pruh v barvách ukrajinské vlajky, nahoře znak a pod ním označení „UA“. Současný systém funguje od dubna 2004. Od 1. ledna 2015 „ukrajinský“ pruh nahradil evropský modrý pruh, nahoře je vlajka Ukrajiny a dole označení "UA".

## Písmena a čísla na značce

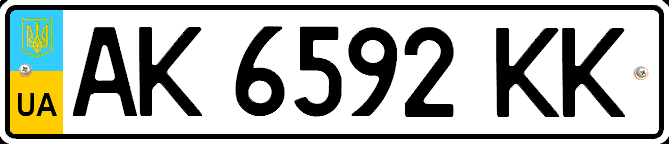
Značka Krymu z roku 2004

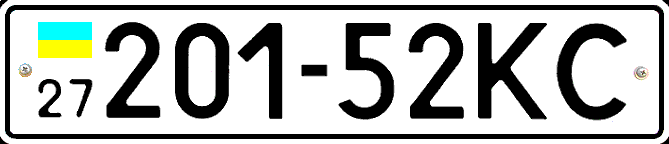
Značka Sevastopolu z roku 1995

Značky obsahují přesně v pořadí 2 písmena, 4 čísla a 2 písmena. První 2 písmena značí příslušnou oblast. Zbytek kódu se přiděluje podle série. Používají se pouze písmena společná pro ukrajinskou azbuku a latinku – tedy A, B, C, E, H, I, K, M, O, P, T, X (mimo kombinace BP a CC).
Značky pro motocykly jsou třířádkové, se stejnými pravidly.

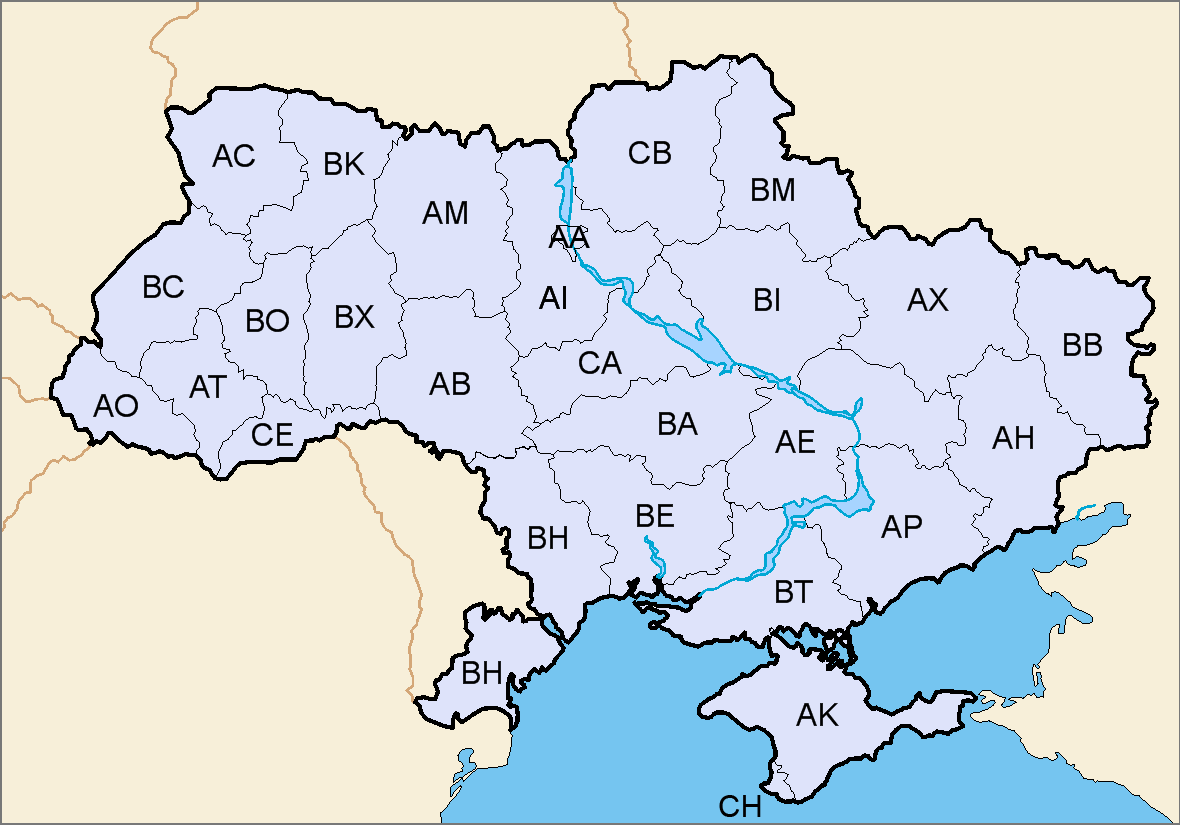
Mapa s písmeny podle oblastí

### Význam prvních dvou písmen
- AA (KA od roku 2013) – město Kyjev
- AB (KB) – Vinnycká oblast
- AC (KC) – Volyňská oblast
- AE (KE) – Dněpropetrovská oblast
- AH (KH) – Doněcká oblast
- AI (KI) – Kyjevská oblast
- AK (KK) – Autonomní republika Krym
- AM (KM) – Žytomyrská oblast
- AO (KO) – Zakarpatská oblast
- AP (KP) – Záporožská oblast
- AT (KT) – Ivanofrankivská oblast
- AX (KX) – Charkovská oblast
- BA (HA) – Kirovohradská oblast
- BB (HB) – Luhanská oblast
- BC (HC) – Lvovská oblast
- BE (HE) – Mikolajivská oblast
- BH (HH) – Oděská oblast
- BI (HI) – Poltavská oblast
- BK (HK) – Rovenská oblast
- BM (HM) – Sumská oblast
- BO (HO) – Ternopilská oblast
- BT (HT) – Chersonská oblast
- BX (HX) – Chmelnycká oblast
- CA (IA) – Čerkaská oblast
- CB (IB) – Černihivská oblast
- CE (IE) – Černovická oblast
- CH (IH) – město Sevastopol
- II – vládní vozidla